# Malformație cerebrală
Malformația este o anomalie morfologică congenitală a unui organ sau a unei părți a corpului, decelabilă de la naștere sau care se manifestă încă din prima vârstă a copilăriei. 
Malformațiile sunt diverse și de gravitate foarte variabilă, mergând de la simplul angiom cutanat, care dispare în cursul creșterii, până la o malformație gravă, care face copilul neviabil. Ele rezultă dintr-o tulburare a dezvoltării embrionare, adică dintr-un accident plasabil într-o perioadă cuprinsă între fecundație și a 4-a lună de sarcină (perioada formării majorității organelor). 
Între 1,5 și 3% dintre nou-născuți sunt purtători ai unei malformații. Această se poate manifesta din capul locului (malformația membrelor, malformația cardiacă de exemplu) sau mai târziu (malformația digestivă sau urinară); este de menționat importanța unui examen fizic aprofundat al oricărui nou-născut în primele trei zile după naștere.

## Schizencefalia
Este o malformație rară caracterizată prin prezența unor fisuri largi la nivelul emisferelor cerebrale și care se poate asocia cu atrofia țesutului cerebral. Se pare că unele dintre aceste malformatii sunt cauzate de mutații ale genei homeotice EMX2.

## Excenfalia
Se caracterizează prin absența închiderii porțiunii cefalice a tubului neural. Ca urmare, bolta craniană nu se formează, iar țesutul cerbral anormal este expus la exterior. Ulterior, prin degenerarea acestui țesut se formează o masă de material necrotic. Acest defect poartă denumirea de anecefalie, cu toate că trunchiul cerebral este intact. Uneori defectul de închidere a tubului neural se extinde în direcție caudală până la nivelul măduvei spinării, malformația fiind în acest caz denumită craniorahischizis. Și în acest caz există anecefalie, însă defectul are dimensiunii mai mari, fiind implicată și coloană vertebrală. Deoarece la fătul cu anecefalie reflexul de deglutiție este absent, în ultimele 2 luni de sarcină se produce hidramnios. Malformația poate fi identificată ecografic deoarece bolta craniană este absentă . Anecefalia este o anomalie des întâlnită (1/1500) care apare de patru ori mai frecvent la sexul feminin decât la cel masculin. La fel ca în cazurile de spina bifida, până la 70 % dintre cazurile de  ancefalie pot fi prevenite prin administrarea zilnică a 400 μg de acid folic la viitoarele mame înainte de concepție  și în timpul sarcinii.

## Hidrocefalia
Se caracterizează prin acumularea de lichid cefalorahidian în sistemul ventricular.
În majoritatea cazurilor, hidrocefalia prezentă la nou-născut este cauzată de obstrucția apeductului lui Sylvius (setenoză apeductală). Acest defect  împiedică circulația lichidului cefalorahidian din ventriculii laterali și din ventriculul III către ventriculul IV și în continuare către spațiul subarahnoidian unde în mod normal este reabsorbit. În consecință, lichidul se acumulează în ventriculii laterali și exercită presiune asupra parenchimului cerebral și a oaselor craniului. Deoarece suturile craniene nu au fuzionat încă, pe măsură ce volumul cutiei craniene crește spațiile dintre ele se măresc. În cazurile extreme parenchimul cerebral și oasele craniului devin foarte subțiri, iar volumul extremității cefalice crește considerabil.

## Microcefalia
Microcefalia este o malformație în care cutia craniană a nou născutului are volum mai mic decât în mod normal. Deoarece dimensiunea craniului depinde de creșterea creierului, defectul principal este reprezentat de dezvoltarea insuficientă a structurilor cerebrale. Malformația poate avea cauze diferite și poate fi determinată genetic sau poate fi consecința acțiunii unor factori prenatali, precum infecțiile sau expunerea la medicamente sau alți agenți teratogeni. Retardul mintal este prezent în peste jumătate din cazuri, el poate fi cauzat de anomalii genetice (de exemplu sindroamele Down și Klinefelter) sau de expunerea la agenți teratogeni, inclusiv agenți infecțioși (virus rubeolic, toxoplasmoză), însă cauza principală a retardului mintal este abuzul matern de alcool. 
Toxoplasmofoza fetală poate produce calcificări cerebrale, retard mintal, hidrocefalie sau microcefalie. În mod similar, expunerea la radiații în stadiile incipiente ale dezvoltării poate produce microcefalie. Hipertermia produsă de infecțiile materne sau de temperatura ambientală ridicată (saună), poate determina apariția spinei bifida și a execenfaliei.

## Concluzie
Malformațiile menționate mai sus reprezintă formele cele mai grave și de obicei sunt incompatibile cu viața.